# Roland Eriksson
Bengt Roland Eriksson (* 1. März 1954 in Stora Tuna) ist ein ehemaliger schwedischer Eishockeyspieler, der in seiner aktiven Zeit von 1969 bis 1992 unter anderem für die Minnesota North Stars und Vancouver Canucks in der National Hockey League sowie die Winnipeg Jets in der World Hockey Association gespielt hat.        

## Karriere
Roland Eriksson begann seine Karriere als Eishockeyspieler in der Nachwuchsabteilung von IF Tunabro, für das er von 1969 bis 1971 in der zweiten schwedischen Spielklasse, der Division 2, aktiv war. Nach dem Aufstieg in die Division 1 verbrachte er weitere drei Jahre bei IF Tunabro, wobei er 1973 Årets Junior – schwedischer Nachwuchsspieler des Jahres – wurde. Im NHL Amateur Draft 1974 wurde er in der achten Runde als insgesamt 131. Spieler von den Minnesota North Stars ausgewählt. Zunächst blieb er jedoch in seiner schwedischen Heimat wechselte zur Saison 1974/75 innerhalb der Division 1 zu Leksands IF, mit dem er auf Anhieb den schwedischen Meistertitel gewann. In der folgenden Spielzeit nahm der Center erstmals an der neuen höchsten schwedischen Spielklasse, der Elitserien, teil und wurde in deren Premieren-Spielzeit in das schwedische All-Star Team gewählt.
Von 1976 bis 1978 war Eriksson Stammspieler bei den Minnesota North Stars in der National Hockey League. In beiden Spielzeiten gehörte er zu den Topscorern seiner Mannschaft und erzielte in 160 Spielen insgesamt 130 Scorerpunkte, davon 47 Tore. Zudem nahm er 1978 am NHL All-Star Game teil. Am 7. Juni 1978 unterschrieb der Schwede einen Vertrag als Free Agent bei Minnesotas Ligarivalen Vancouver Canucks. Bei den Kanadiern konnte er jedoch nicht an seine vorherigen Leistungen anknüpfen, sodass diese ihn zur Mitte der Saison 1978/79 bereits wieder aus seinem Vertrag entlissen. Die Spielzeit beendete er schließlich bei den Winnipeg Jets in der Konkurrenzliga World Hockey Association. Daraufhin kehrte der schwedische Nationalspieler nach Europa zurück, wo er zunächst in der Saison 1979/80 für seinen Ex-Klub Leksands IF in der Elitserien auflief. Von 1980 bis 1982 stand er bei der Düsseldorfer EG in der Eishockey-Bundesliga unter Vertrag, ehe er erneut zwei Jahre bei Leksands IF in der Elitserien verbrachte. 
Im Sommer 1984 wurde Eriksson vom schwedischen Zweitligisten HV71 Jönköping verpflichtet, mit dem er auf Anhieb den Aufstieg in die Elitserien erreichte. In dieser verbrachte er ein weiteres Jahr, ehe er sich 1986 dem Zweitligisten Västerås IK anschloss. Mit diesem stieg er in der Saison 1987/88 ebenfalls in die Elitserien auf. Die folgende Spielzeit verbrachte er beim Drittligisten IK Westmannia-Köping. Anschließend pausierte er ein Jahr lang mit dem Eishockey, ehe er in der Saison 1991/92 ebenfalls in der drittklassigen Division 2 beim IFK Arboga IK unter Vertrag stand. Nach Saisonende beendete er im Alter von 38 Jahren seine Karriere.    

### International
Für Schweden nahm Eriksson im Juniorenbereich an den U19-Junioren-Europameisterschaften 1971, 1972 und 1973 sowie der U20-Junioren-Weltmeisterschaft 1974 teil. Zudem stand er im Seniorenbereich im Aufgebot seines Landes bei den Weltmeisterschaften 1976, 1977, 1978, 1981 und 1983 sowie 1976 beim Canada Cup.

## Erfolge und Auszeichnungen
| - 1971 Aufstieg in die Division 1 mit IF Tunabro - 1973 Årets Junior - 1975 Schwedischer Meister mit Leksands IF - 1976 Schwedisches All-Star Team | - 1978 NHL All-Star Game - 1979 Avco-World-Trophy-Gewinn mit den Winnipeg Jets - 1985 Aufstieg in die Elitserien mit dem HV71 Jönköping - 1988 Aufstieg in die Elitserien mit dem VIK Västerås HK |

### International
| - 1971 Silbermedaille bei der U19-Junioren-Europameisterschaft - 1972 Goldmedaille bei der U19-Junioren-Europameisterschaft - 1973 Silbermedaille bei der U19-Junioren-Europameisterschaft - 1974 All-Star Team der U20-Junioren-Weltmeisterschaft | - 1976 Bronzemedaille bei der Weltmeisterschaft - 1977 Silbermedaille bei der Weltmeisterschaft - 1981 Silbermedaille bei der Weltmeisterschaft |

## Familie
Erikssons Sohn Fredrik und sein Schwager Anders Björklund waren ebenfalls professionelle Eishockeyspieler. 